# Joseph de Metz-Noblat

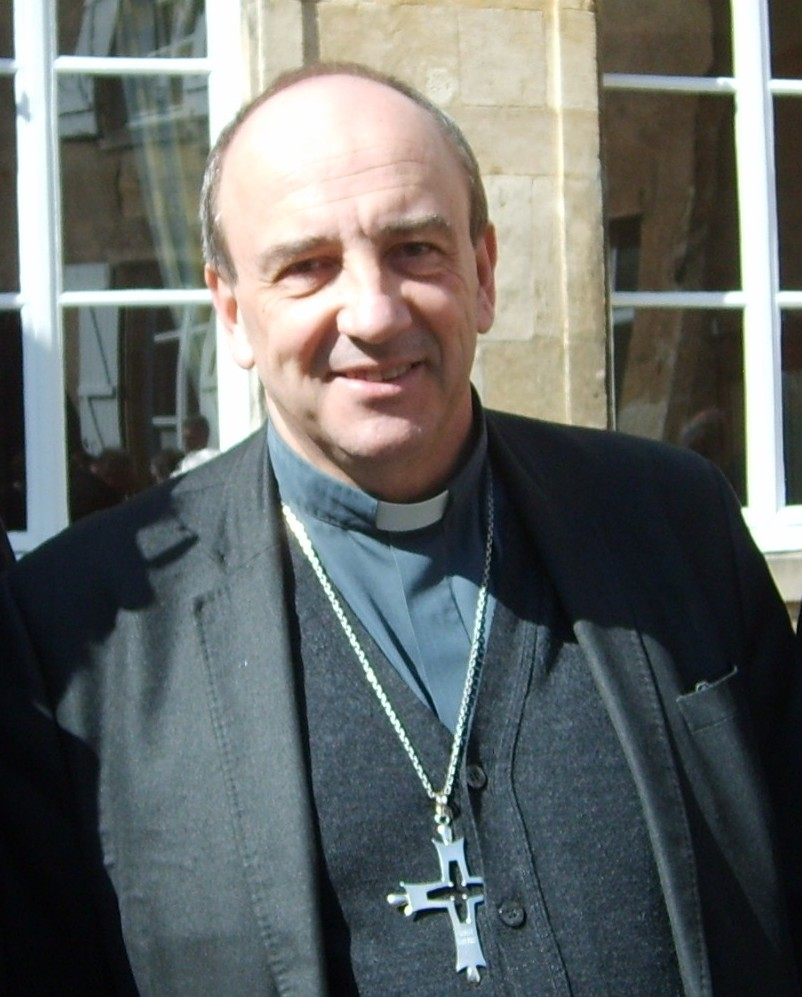
Bischof Joseph de Metz-Noblat (2014)

Joseph de Metz-Noblat (* 6. Februar 1959 in Cherbourg) ist ein französischer Geistlicher und römisch-katholischer Bischof von Langres.

Bischofswappen

## Leben
Joseph de Metz-Noblat ist der Sohn des Fregattenkapitäns der Französischen Marine Jacques de Metz-Noblat und der Louise geb. Charlery de la Masselière. Er absolvierte zunächst von 1976 bis 1980 ein juristisches Studium in Nancy und schloss es mit einem Lizenziat in Zivilrecht ab. 1980–1982 trat er ins Priesterseminar von Nancy ein. Er studierte dann am Priesterseminar in Metz und am Institut Catholique de Paris, wo er ein Lizenziat in Kirchenrecht erwarb. Am 28. Mai 1987 empfing er das Sakrament der Priesterweihe für das Bistum Verdun.
Neben verschiedenen Aufgaben in der Pfarrseelsorge war er unter anderem für die Berufungspastoral und die Jugendseelsorge im Bistum Verdun verantwortlich. Er trat in die Association des guides et scouts d'Europe (AGSE) ein, eine katholische Pfadfinderorganisation, in der er Distriktskommissar für Südlothringen wurde. Von 2000 bis 2005 war er Pfarrer in Verdun. Danach leitete er das interdiözesane Propädeutikum Saint Jean-Baptiste  in Nancy bis 2011. Am interdiözesanen Kirchengericht war er als Ehebandverteidiger und Richter tätig. Im Jahr 2011 wurde er Generalvikar des Bistums Verdun.
Papst Franziskus ernannte ihn am 21. Januar 2014 zum Bischof von Langres. Der Erzbischof von Reims, Thierry Jordan, spendete ihm am 16. März desselben Jahres die Bischofsweihe. Mitkonsekratoren waren der Bischof von Verdun, François Maupu, und der Pariser Weihbischof Renauld de Dinechin.